# Medicine Lake (Montana)
Pour les articles homonymes, voir Medicine Lake.
Medicine Lake est une localité du Comté de Sheridan dans le Montana.
La population était de 225 habitants en 2010.